# Laura Adani
Laura Adani (Módena, 7 de octubre de 1913 – Moncalieri, 30 de agosto de 1996) fue una actriz italiana de teatro, cine y televisión.

## Biografía
Era la cuarta de los hijos del comerciante Alberto Adani y su esposa Pia Capri. Desde pequeña fue aficionada a la interpretación, a pesar de no formar parte de una familia de artistas, a excepción hecha de sus dos hermanas mayores. La primera de ellas, Lena Adani, estaba casada con el actor Ernesto Sabbatini, y la otra, Efrem, con un empresario teatral. También tuvo un hermano, Giorgio, nacido en 1909. En 1928, con quince años de edad, su cuñado Ernesto Sabbatini la presentó a Tatiana Pavlova, debutando en la compañía teatral de la última en papeles genéricos por los cuales consiguió pronto ser  apreciada. Actriz dotada de un gran temperamento, en la década de 1930 se convirtió en una de las más grandes actrices del teatro italiano. En la temporada 1930-1931 fue escogida por Mario Mattòli para actuar en su famoso espectáculo Za-Bum, y figuró como la única actriz del reparto del drama bélico I rivali, en el que actuaba Vittorio De Sica. 
En 1932-1933 actuó en la Compagnia degli Spettacoli Gialli dirigida por Romano Calò, y en la temporada siguiente (1934-1935) accedió a papeles más exigentes en grandes agrupaciones junto a actores como Luigi Cimara y Umberto Melnati, alcanzando el definitivo status de prima donna en 1935-1936 con Renzo Ricci, junto al cual afrontó las interpretaciones más significativas de su carrera. Entre los personajes más destacados que encarnó figuran la Ofelia de Hamlet, Julieta en Romeo y Julieta, Caterina en La fierecilla domada, Margherita Gauthier y, finalmente, Mila di Codra en La figlia di Jorio, dirigida en 1942 por Guido Salvini. Además, interpretó textos de otros autores italianos, como Ho sognato il paradiso, de Guido Cantini, obra representada en la temporada 1942-1943.
En la segunda mitad de la década de 1940 y durante la de 1950 demostró ser una actriz expresiva y extremadamente versátil, trabajando en piezas de autores contemporáneos como John Kirkland y Erskine Caldwell (El camino del tabaco), Marcel Achard (Adamo), Jean Cocteau (La macchina da scrivere), Georges Salacrou, Georges Feydeau y, entre los italianos, Luigi Pirandello (Ma non è una cosa seria, con Ernesto Calindri y Tino Carraro en 1944), Eduardo De Filippo, Corrado Alvaro y Carlo Goldoni (La vedova scaltra, en 1953), y a las órdenes de directores como Luchino Visconti, Luigi Squarzina y otros. 
En la década de 1960 trabajó en obras de dificultad extrema como Giorno d'ottobre (de Georg Kaiser, con dirección de Paolo Grassi y actuación de Vittorio Gassman), Pick-up-girl (de Elsa Shelley con dirección de Giorgio Strehler), Oh papà, povero papà, la mamma ti ha appeso nell'armadio e io mi sento tanto triste (de Arthur Kopit, dirigida en 1964 por Mario Missiroli), Los días felices (de Samuel Beckett, dirigida por Roger Blin en 1965), y el triunfo de la primera puesta en escena dirigida por Maurizio Scaparro, La Venexiana. 
En 1967-1968 actuó junto a Gigi Proietti, Marisa Belli y Paila Pavese en la obra La Celestina, de Fernando de Rojas, bajo la dirección de Antonio Calenda. Su última actuación teatral tuvo lugar en 1981 en la comedia Divorziamo, de Victorien Sardou, y dirigida por Lorenzo Salvetti. 
Actriz esencialmente teatral, su presencia en el cine fue bastante irregular, con solo once películas interpretadas entre 1933 y 1979, aunque sus primeros papeles fueron bastante relevantes. Debutó con la modesta Aria di paese, film en el que también había otro debutante, el cómico Erminio Macario. Ese mismo año rodó una película con Amleto Palermi, Il treno delle 21,15, una de las primeras cintas italianas del género de gánsteres. Tras la misma pasaron seis años sin rodar, siendo su siguiente film el musical Torna caro ideal! (1939), dirigido por Guido Brignone, y en el cual tuvo un papel protagonista. Posteriormente actuó en otras producciones de poca importancia, exceptuando la que rodó con Mauro Bolognini, Arrangiatevi! (1959), acompañando a Totò, y en la cual encarnaba a la esposa del protagonista, Peppino De Filippo.
En televisión actuó en muchas obras adaptadas, como por ejemplo La fine della signora Cheyney (1958) y La Pisana (1960), ambas producciones dirigidas por Giacomo Vaccari. También actuó en Il grande statista (1962), dirigida por Luigi Squarzina, y formó parte del nutrido elenco de Melissa (1966), con dirección de Daniele D'Anza. Entre sus últimas actuaciones figuran dos episodios de la serie Racconti italiani de Dino Buzzati, Otto donne (dirección de Mario Ferrero) y La giacca stregata (dirección de Massimo Franciosa).
Adani entró en la alta aristocracia milanesa gracias a su matrimonio con el duque Luigi Visconti di Modrone, hermano del célebre director Luchino Visconti, enviudando veinte años después. Se casó en segundas nupcias en 1969 con el almirante Ernesto Balbo Bertone, conde de Sambuy y duque de Nochera. Con su segundo marido vivió en una villa a los pies de la colina de Turín. 
Falleció en Moncalieri en 1996. Fue enterrada en el Cementerio de Chieri.

## Teatro
- La macchina da scrivere (1945), de Jean Cocteau, dirección de Luchino Visconti, con Ernesto Calindri y Antonio Battistella.
- Croque Monsieur (1964 - 1965), de Marcel Mithois, dirección de Daniele D'Anza, con Mario Scaccia y Gianni Bonagura.

## Radio
- Ente Italiano per le Audizioni Radiofoniche (EIAR)
- Il testimone silenzioso (1933), de Jacques De Leon y Jacques Celestin, con Sandro Ruffini y Romano Calò.

## Filmografía

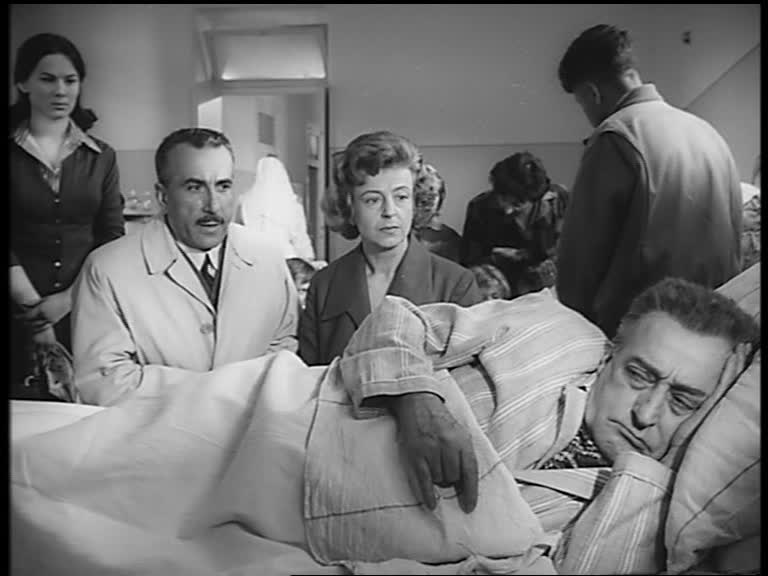
Cathia Caro (n. 1943), Peppino De Filippo, Laura Adani y Totò en un fotograma de la película de 1959 Arrangiatevi!, de Mauro Bolognini.

- Aria di paese, de Eugenio De Liguoro (1933)
- Il treno delle 21,15, de Amleto Palermi (1933)
- Torna, caro ideal!, de Guido Brignone (1939)
- L'orizzonte dipinto, de Guido Salvini (1941)
- L'amico delle donne, de Ferdinando Maria Poggioli (1943)
- Arrangiatevi!, de Mauro Bolognini (1959)
- Vento del sud, de Enzo Provenzale (1959)
- Le massaggiatrici, de Lucio Fulci (1962)
- Amore mio, aiutami, de Alberto Sordi (1969)
- Borsalino, de Jacques Deray (1970)
- Il lupo e l'agnello, de Francesco Massaro (1979)